# Оронгой (улус)
Оронгой (рос. Оронгой) — улус Іволгинського району, Бурятії Росії. Входить до складу Сільського поселення Оронгойське.
Населення — 1760 осіб (2015 рік).